# Holotrichia kunmina
Holotrichia kunmina är en skalbaggsart som beskrevs av Zhang 1965. Holotrichia kunmina ingår i släktet Holotrichia och familjen Melolonthidae. Inga underarter finns listade i Catalogue of Life.